# Beukennapvlieskelkje
Het beukennapvlieskelkje (Hymenoscyphus fagineus) is een schimmel behorend tot de familie Helotiaceae. Het leeft saprotroof. Het komt voor op napjes en bladeren van Fagus. 

## Kenmerken
Het vruchtlichaam ziet er uit als een platte tot bolle schijf met een diameter van 1-2 (3) mm. De kleur is wit tot grijsblauw. Vruchtlichamen zijn zittend of met korte stevige steel. De ascus is 8-sporig en meet 70-95 × 9-9,5 µm. De sporen meten 13(16) × 4-5(6) µm (andere bronnen melden 3,5-4 × 9,5-10,5 µm). 

## Verspreiding
Het beukennapvlieskelkje komt in Nederland vrij algemeen voor. Het staat niet op de rode lijst en is niet bedreigd.